# Jan Andrzej Pelar
Jan Andrzej Pelar, właśc. Pellar, także Johan Pelar, pseud. „J. Czerny”, „J. Bobrecki” (ur. 18 sierpnia 1822 w Bobrku, zm. 8 czerwca 1894 w Rzeszowie) –  galicyjski księgarz i drukarz, właściciel pierwszej w Rzeszowie księgarni i wypożyczalni książek, a od 1856 drukarni. Był również założycielem pierwszych rzeszowskich czasopism. Pochodził ze Śląska Cieszyńskiego z domu o tradycjach  protestanckich, osiedlając się w Rzeszowie miał za sobą długie doświadczenie księgarskie i drukarskie. 

## Życiorys

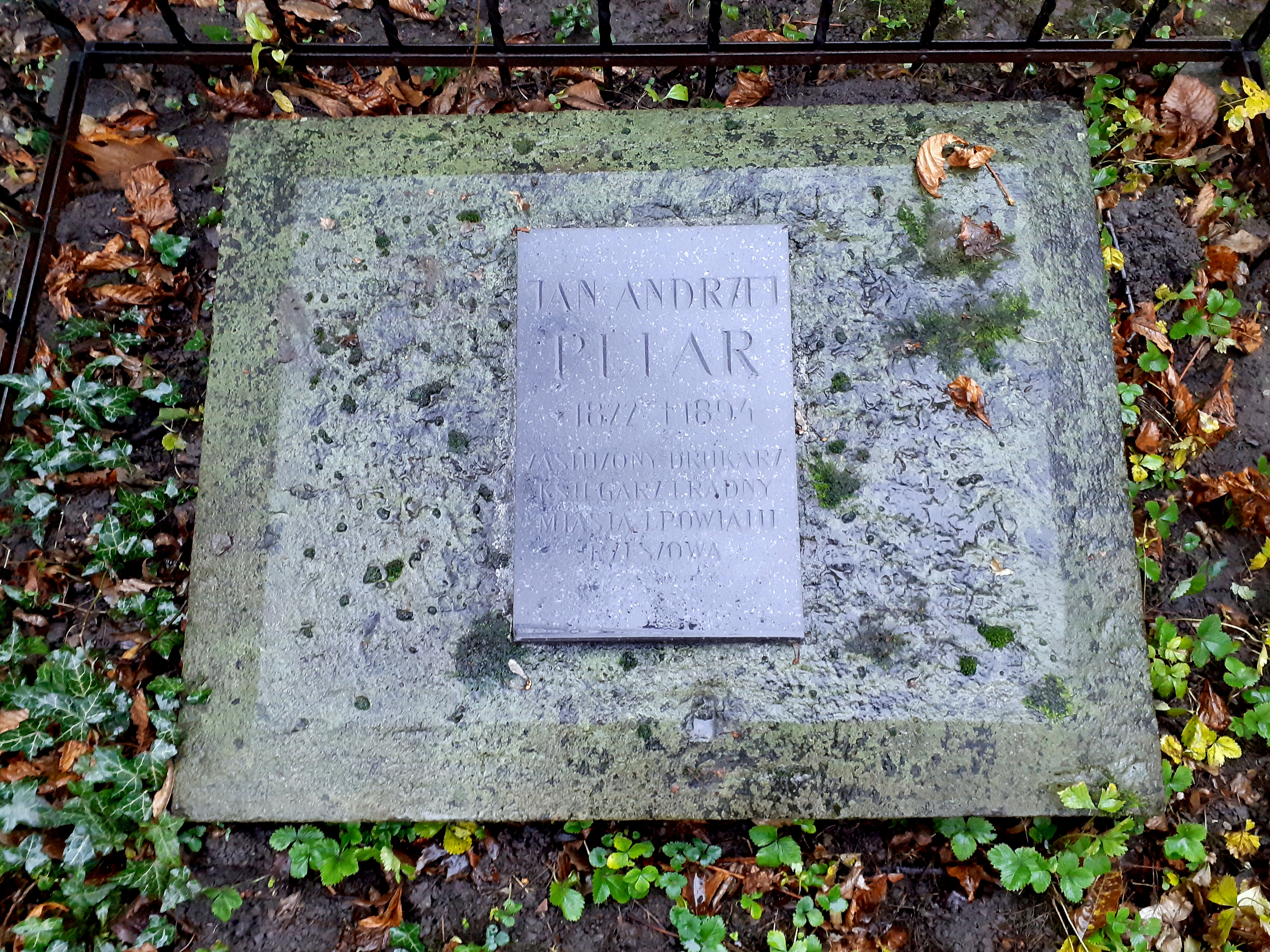
Nagrobek Jana Andrzeja Pelara

Urodził się we wsi Bobrek koło Cieszyna w rodzinie ubogiego rolnika i organisty miejscowego zboru. W latach 1828 do 1836 uczęszczał do Gimnazjum Ewangelickiego w Cieszynie, a po jego ukończeniu odbywał praktykę zawodową w księgarni Jana Milikowskiego we Lwowie. W 1840 został kierownikiem filii księgarskiej w Stanisławowie, aby w 1843 rozpocząć za zgodą pryncypała studia handlowe na Politechnice Wiedeńskiej. Po ich ukończeniu powrócił do zawodu księgarza. W maju 1848 założył pierwszą w Rzeszowie księgarnię. W 1856 odkupił dom i firmę drukarską Franciszka Skielskiego. 
Był radnym miejskim w Rzeszowie i członkiem Rady c. k. powiatu rzeszowskiego.
Zmarł 8 czerwca 1894, przekazując w testamencie swój kapitał na cele humanitarne i oświatowe. Został pochowany na Starym Cmentarzu w Rzeszowie.
Działalność księgarsko-edytorska Jana Pelara w Rzeszowie w latach 1848-1886 zebrana została w "Roczniku województwa rzeszowskiego", R. 4, 1962/63. Był wydawcą najstarszej podkarpacko-galicyjskiej książki kucharskiej zawierającej zbiór skodyfikowanych zasad i przepisów kuchni regionalnej.  Książka została wydana w Rzeszowie jako uzupełniony reprint Książki kucharskiej z 1866. Zdaniem Estreichera edycje pierwsza i druga tej książki wyszły bezimiennie we Lwowie w 1817 i 1835. Do kulinarnych specjałów zawartych w książce Pelara odwołuje się wiele dań i przepisów współczesnej kuchni regionalnej.